# 黃子毅
黃子毅，香港親建制派政治人物，曾任激進建制派立法會議員何君堯的社區主任，其後參選2019年香港區議會選舉（元朗瑞華選區），但得票大幅度少於獨立建制派議員周永勤及民主派支持的林進而落敗。

## 從政
黃在參選2019年香港區議會選舉前，曾在何君堯的天水圍區議員辦事處工作。

### 地區活動涉擅自使用互助委員會名義
2019年7月，香港01報道，何君堯的天水圍區議員辦事處，擅自挪用天瑞邨瑞勝樓互助委員會和天華邨華祐樓的互助委員會的名義，宣傳一個前往佛山的兩天旅行團。有關海報被另一張聲明告示覆蓋，瑞勝樓互助委員會主席更指責議辦，及後接受訪問時更指自己被『老屈』。時任區議員周永勤指，此做法有誤導市民之嫌，擔心老人家和婦孺容易「中招」 ，認為區選臨近，相關人士為了爭取街坊信任才有此舉動。

### 參與2019年香港區議會選舉
於2019年香港區議會選舉，何君堯除了自己在樂翠選區角逐連任，何亦另外支持多名親建制派候選人，其中包括於汀深出選的香港政研會成員林勁放，以及在瑞華選區出選的黃子毅。
黃迎戰民主派天水連線的林進和原任獨立建制派議員周永勤，雖然黃一直在何君堯的辦事處及何的組織『匯蝶公益』工作，但卻申報政治聯繫為獨立。林進及另外有黃的義工，於接受訪問時，指黃自從元朗襲擊事件，何君堯被指和事件有關之後，就努力在所有宣傳品都去除了何君堯的相片，企圖與何君堯劃清界線。不過，於選舉期間，黃仍然得到何君堯的助選及支持。
最終，黃得票528票，大幅度少於原任獨立建制派議員周永勤及民主派支持的林進而落敗。

## 資料來源
1. 1 2 3  呂諾君. . 香港01. 2019-07-04  [2020-02-08]. （原始内容存档于2022-05-24） （中文（香港））.
2. 1 2  . dce2019.appledaily.com.   [2020-01-02]. （原始内容存档于2020-01-02） （中文）.
3. ↑  Ken, Leung. . 何君堯 Junius Ho.   [2020-02-08] （中文（繁體））.
4. ↑  . www.mingshengbao.com. 2019-11-04  [2020-02-08]. （原始内容存档于2020-03-24）.
5. ↑  黃雅文. . 獨立媒體. 2019-11-23  [2020-02-08]. （原始内容存档于2019-12-02）.
6. ↑  李禾德. . 壹週刊. 2019-10-25  [2020-02-08]. （原始内容存档于2020-01-02）.
7. ↑  . www.facebook.com. 2019-11-24  [2020-02-08] （中文（简体））.